# Can Derrocada
Can Derrocada és una masia de Sant Pere de Vilamajor (Vallès Oriental) catalogada com a bé cultural d'interès local.

## Història
Està documentada des del segle xii, quan el rei Alfons el Cast donà en feu un mas a l'entrada del poble a Pere Roig. Pel que sembla, les terres del eren treballades pels Derrocada, ja que el 1309, Jaume el Conqueridor concedí a Ferrer ses Derrocada l'exempció de la remença.
A la mort del seu oncle avi Rafael Derrocada i Comas (1614-1693), rector de Santa Maria de Vilamajor, el mas i tot el patrimoni dels Derrocada passà a mans de la pubilla Maria Rosa Derrocada (1670-1719), que el 1686 s'havia casat amb Josep de Llança i Eroles (1665-1724), de Can Maians (Vilassar de Dalt). Durant les tres generacions següents, els propietaris d'ambdues cases pairals portarien els cognoms Llança i Derrocada: Rafael de Llança i Derrocada (†1744), casat el 1714 amb Marianna Amell i Fructuós; Jaume de Llança-Derrocada i Amell (†1778), casat amb Margarida Perpunter i Pons; i Rafael de Llança-Derrocada i Perpunter, casat amb Caterina de Valls-Morera i Bosch; L'hereu Rafael de Llança i de Valls (1772-1833) era militar i es va casar amb Dolors Esquivel i Hurtado de Mendoza, amb qui va tenir tres fills: l'hereu Rafael (1821-1893), Benet (1822-1863) i Dolors de Llança i Esquivel (1825-1903). La seva dona va morir com a conseqüència del tercer part.
Rafael de Llança i Esquivel es va casar amb Ramona Vilavella i van ser pares de Ramona de Llança i Vilavella, casada amb Manuel Moreno-Churruca. La seva filla Dolors Moreno-Churruca i de Llança (1880-1955) es va casar amb Ignasi de Bufalà i de Ferrater (1879-1954), i Can Derrocada va ser heretat pel seu fill Rafael de Bufalà i Moreno-Churruca, casat amb Isabel Ferrer-Vidal i Llorens, que es va vendre la finca al segon terç del segle xx. Actualment, i després de diverses vendes, pertany a la familia Icart.

## Descripció

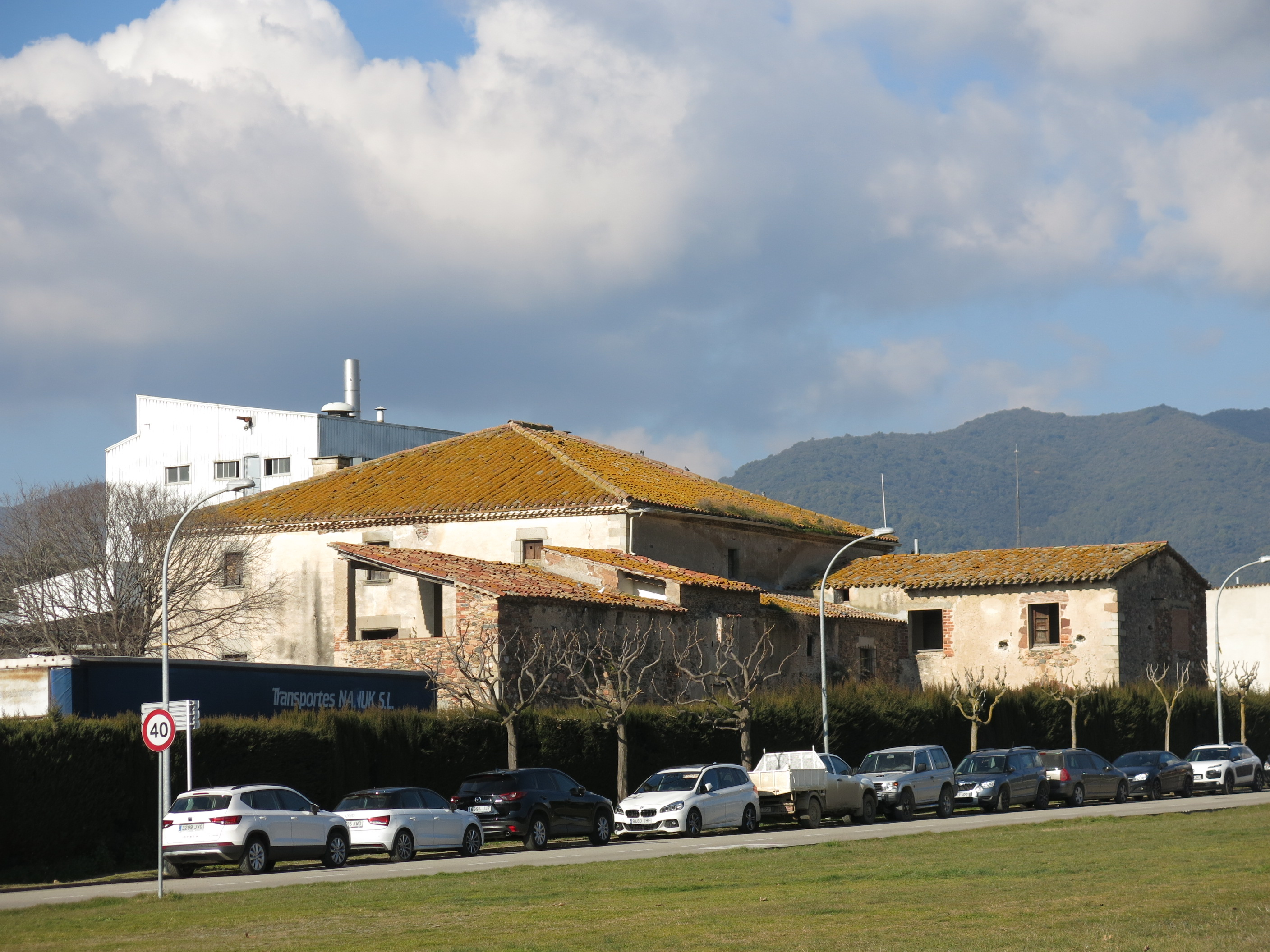
Façana est, des de l'avinguda de Sant Elies

És una de les masies més grans del lloc, i es creu que és de principis del segle xvii. De planta quadrada, té una teulada a quatre vessants, un gran portal adovellat de mig punt i les finestres emmarcades amb pedra. Sobre la porta, a l'altura del primer pis neix una llarga balconada. A més de l'edifici principal, té diverses i considerables dependències. A l'exterior s'aprecien algunes construccions defensives i un contrafort.
Hi havia una capella, acabada sobre el 1610 i dedicada a Sant Joan i a Sant Benet, que es trobava junt a la porta del barri, que possiblement no sigui l'actual sinó una altra que dona al camí de Sant Elies, i que té a prop un contrafort.